# Padre Mazinga
Padre Mazinga è un singolo del cantautore italiano Davide Van De Sfroos uscito nel 2017

## Descrizione
Il singolo è un brano realizzato con Shiver. È stato distribuito unicamente sull'app ufficiale del cantautore, non è mai uscita nelle piattaforme più tradizionali e al momento non è contenuta in nessun album del cantante.

## Tracce
1. Padre Mazinga - 5:50